# Somaya Busaid
Somaya Busaid (árabe: سمية بوسعيد ), nacida el 5 de mayo de 1980) es una atleta paralímpica tunecina, que compite principalmente en pruebas de media distancia de categoría T13.

## Carrera atlética
Nacida con una discapacidad visual congénita, comenzó a hacer atletismo en 2005. En los Juegos Paralímpicos en 2008 en Pekín, China, ganó dos medallas de oro en los 1.500 m de la categoría T12-13 y una medalla de bronce en los 800 m de la categoría T12.
Somaya compitió en los Juegos Paralímpicos de verano de 2012 en Londres, Reino Unido, donde ganó una medalla de plata en los T13 400 m. En Juegos Paralímpicos de Río de Janeiro 2016 consiguió una nueva medalla de oro en los 1.500 m T13.
En los Campeonatos Mundiales de Atletismo para Discapacitados de 2011 en Christchurch, ganó una medalla de oro en el 1.500 m T13 y una medalla de plata en el T13 de 400 m, una repetición de la actuación en los Campeonatos Mundiales de Atletismo para Discapacitados 2015 en Doha.
Con motivo de los campeonatos mundiales de Londres de 2017, ganó una medalla en los 1.500 m T13.
En septiembre de 2018, en los campeonatos mundiales de atletismo en el máster de Málaga, ganó la final de los 1500 m M35 (4 min 36 s 54) y obtuvo la medalla de oro, convirtiéndose en la campeona mundial. 5 . También es medalla de bronce en los 10 kilómetros.